# Пересада, Владимир Савельевич
Влади́мир Саве́льевич Переса́да (14 марта 1935, Шевченково, Валковский район, Харьковская область, Украинская ССР, СССР — 28 февраля 2020, Йошкар-Ола, Марий Эл, Россия) — советский и российский деятель строительства. Генеральный директор Марийского производственного управления строительства и эксплуатации автомобильных дорог / ГУП «Марийскавтодор» (1973—2002). Заслуженный строитель РСФСР (1985). Член КПСС.

## Биография
Родился 14 марта 1935 года в с. Шевченково (ранее — с. Болгарь) ныне Валковского района Харьковской области Украины в семье служащих. 
В 1959 году окончил Харьковский автомобильно-дорожный институт. Направлен в г. Йошкар-Олу Марийской АССР: инженер, прораб, в 1971—1973 годах — заместитель начальника Управления строительства и ремонта автомобильных дорог при Совете Министров Марийской АССР, в 1973—1988 годах — главный инженер, начальник Марийского производственного управления строительства и эксплуатации автомобильных дорог «Марийскавтодор». В 1988—2002 годах — генеральный директор ГУП «Марийскавтодор», в октябре — ноябре 2001 года — директор Департамента дорожного хозяйства Республики Марий Эл. Под его руководством была создана единая автодорожная сеть, объединяющая столицу Республики Марий Эл с районными центрами, а районные центры с центральными усадьбами колхозов и совхозов Марийской республики. Дороги, соединившие Йошкар-Олу с Волжском, Звенигово, Морками, Кокшайском, Сернуром, Оршанкой, Санчурском (Кировская область), Козьмодемьянском, а также п.  Красный мост с Килемарами, Елеево с Параньгой, Визимьяры с Коротнями сыграли огромную роль в укреплении экономики совхозов и колхозов, предприятий перерабатывающей промышленности Республики Марий Эл. За это время в республике было построено 3200 км автодорог, 230 мостов общей длиной 10 км.
В 1990—1993 годах избирался депутатом Верховного Совета Марийской АССР, в  1994—2004 годах — депутатом Государственного Собрания Марий Эл I, II и III созыва, где возглавлял постоянную Комиссию по организации работы Государственного Собрания, связям с общественностью и средствами массовой информации.
Также избирался депутатом Йошкар-Олинского городского и районного Советов четырёх созывов.
За огромный личный вклад в строительство и развитие автодорожной сети в Марийской республике в 1985 году ему было присвоено почётное звание «Заслуженный строитель РСФСР». Награждён орденами Трудового Красного Знамени, Дружбы, Преподобного Сергия Радонежского и медалями, а также Почётной грамотой Республики Марий Эл.
Скончался 28 февраля 2020 года в Йошкар-Оле. 

## Трудовые звания и награды
- Заслуженный строитель РСФСР (1985)[1][2]
- Заслуженный строитель Марийской АССР (1980)[1][2]
- Орден Трудового Красного Знамени (1981)[1][2]
- Орден Дружбы (10.04.1995)[1][2] — за заслуги перед государством, успехи, достигнутые в труде, большой вклад в укрепление дружбы и сотрудничества между народами[9][10]
- Орден Преподобного Сергия Радонежского (1998)[5]
- Медаль «За доблестный труд. В ознаменование 100-летия со дня рождения Владимира Ильича Ленина» (1970)[5]
- Медаль «Ветеран труда» (1984)[5]
- Почётная грамота Республики Марий Эл (2000)[1][2][5]